# Gabriel Sandu
Gabriel Sandu (n. 8 septembrie 1963, Mizil, județul Prahova) este un fost politician român, fost membru al Parlamentului României. În legislatura 2004-2008, Gabriel Sandu a făcut parte din Guvernul Boc, fiind ministru al Comunicațiilor și Societății Informaționale în perioada 22 decembrie 2008 - 3 septembrie 2010.
În 29 octombrie 2014 a fost arestat preventiv în dosarul „Microsoft” împreună cu Gheorghe Ștefan și oamenii de afaceri Dorin Cocoș și Nicolae Dumitru, fiind acuzat de luare de mită în formă continuată și spălare de bani.
De asemenea, acesta a fost trimis în judecată de DNA pe 27 septembrie 2017 alături de oamenii de afaceri, Dinu Pescariu și Claudiu Florică și de fostul director general al Microsoft România, Călin Tatomir într-un dosar privind licențe Microsoft

## Condamnare penală
Gabriel Sandu a fost condamnat definitiv de Înalta Curte de Casație și Justiție pe 3 octombrie 2016 la trei ani de închisoare cu executare în dosarul Microsoft. În decembrie 2017, Gabriel Sandu a fost eliberat condiționat conform deciziei judiciare din noiembrie 2017.
Pe 22 mai 2023 Înalta Curte de Casație și Justiție a constatat definitiv intervenirea prescripției răspunderii penale față de Gabriel Sandu pentru spălare de bani.